# Gianpaolo Vallardi
Gianpaolo Vallardi (Oderzo, 8 febbraio 1962) è un politico italiano.

## Biografia
Nato ad Oderzo, vive a Gorgo al Monticano. È vicepresidente della Fondazione Italia USA.

### Attività politica
Dal 1995 al 2004 è stato sindaco di Gorgo al Monticano nelle file della Lega Nord, è poi eletto consigliere comunale nel 2009. Nel 2004 è poi eletto sindaco di Chiarano, venendo riconfermato nel 2009, è quindi eletto consigliere comunale nel 2014, quando è nominato vicesindaco e assessore.
Nel 2002 è eletto consigliere della provincia di Treviso, è poi riconfermato nel 2006 e resta in carica fino al 2008, quando diventa senatore.

### Elezione a senatore
Alle elezioni politiche del 2008 viene eletto al Senato della Repubblica, nelle liste della Lega Nord nella circoscrizione Veneto.
Membro della Commissione Agricoltura del Senato in sostituzione della collega di partito e Presidente della Commissione (Unione europea) del senato Rossana Boldi
Nel 2009 presenta una proposta di legge per liberalizzare la produzione casalinga della grappa.
Nel 2010 propone un emendamento al ddl sul Codice della strada, poi approvato dalla Commissione Lavori pubblici, che permette a chi è stata ritirata la patente di guidare per 3 ore al giorno.
Alle elezioni politiche del 2018 viene rieletto senatore, sempre nelle liste della Lega.
Il 21 giugno 2018 viene eletto presidente della 11ª Commissione permanente Agricoltura del Senato e viene riconfermato due anni dopo.